# Гуцаленко, Иван Степанович
Иван Степанович Гуцаленко (1900 — после 1988) — советский инженер-строитель и журналист. Лауреат Сталинской премии (1951), Заслуженный строитель РСФСР (1962).

## Биография
Иван Гуцаленко родился 23 марта 1900 года в селе Ситковцы (ныне Винницкая область Украины). В 1927 году вступил в КПСС. В 1932 году окончил Киевский строительный институт со званием инженер-строитель. В 1932—1934 годах работал главным инженером архитектурно-планировочного управления города Киева. В 1934—1936 годах — начальник строительства и главный инженер проекта «Днепроводстроя». В этот период выполнил проект жилого комплекса в Киеве. С 1936 года работал в различных строительных организациях Риги и Киева в должности начальника строительства и главного инженера.
Принимал участие в Великой Отечественной войне. Служил в звании инженер-майора и инженер-полковника.
С 1944 года — заместитель начальника Военстроя Прибалтийского фронта. В 1947—1951 годах работал в Риге управляющим строительным трестом № 21. По его проектам были сооружены набережная, жилой и производственный комплекс в Риге, а также судостроительные заводы. С 1951 года работал в Москве заместителем министра по строительству Минбумдревпрома СССР. В 1953—1954 годах — заместитель начальника Главка в Главвысотстрое по строительству высотных зданий. В 1957 году — заместитель министра по строительству Минсовхозов СССР. В 1958—1959 годах — член коллегии и начальник Главсельстроя Минсельхоза РСФСР. В 1960 году работал в комитете Госстроя РСФСР. В 1960—1975 годах — член коллегии и начальник Управления планировки и застройки сельских населённых пунктов.
Член Союза архитекторов и Союза журналистов СССР с 1962 года. С 1975 года работал главным редактором журнала «Сельский строитель», написал ряд статей.
В 1938—1941 годах был депутатом Киевского городского совета. В 1946—1950 годах — член райкома в Риге. В 1948—1951 годах — депутат горсовета и член горкома в Риге.
В 1981 году вышел на пенсию.

## Награды и звания
- Сталинская премия второй степени (1951) — за разработку и внедрение вибрационного метода погружения в грунт шпунта, труб и свай[3]
- Заслуженный строитель РСФСР (1962)[1]
- Орден Отечественной войны второй степени (1945)[2]
- Орден Отечественной войны второй степени (1985)[2]
- Орден Красной Звезды (1956)[2]
- Медаль «За победу над Германией в Великой Отечественной войне 1941—1945 гг.» (1945)[2]
- Медаль «За боевые заслуги» (1951)[2]
- Медаль «За взятие Кёнигсберга»[2]